# Eirene (mythologie)

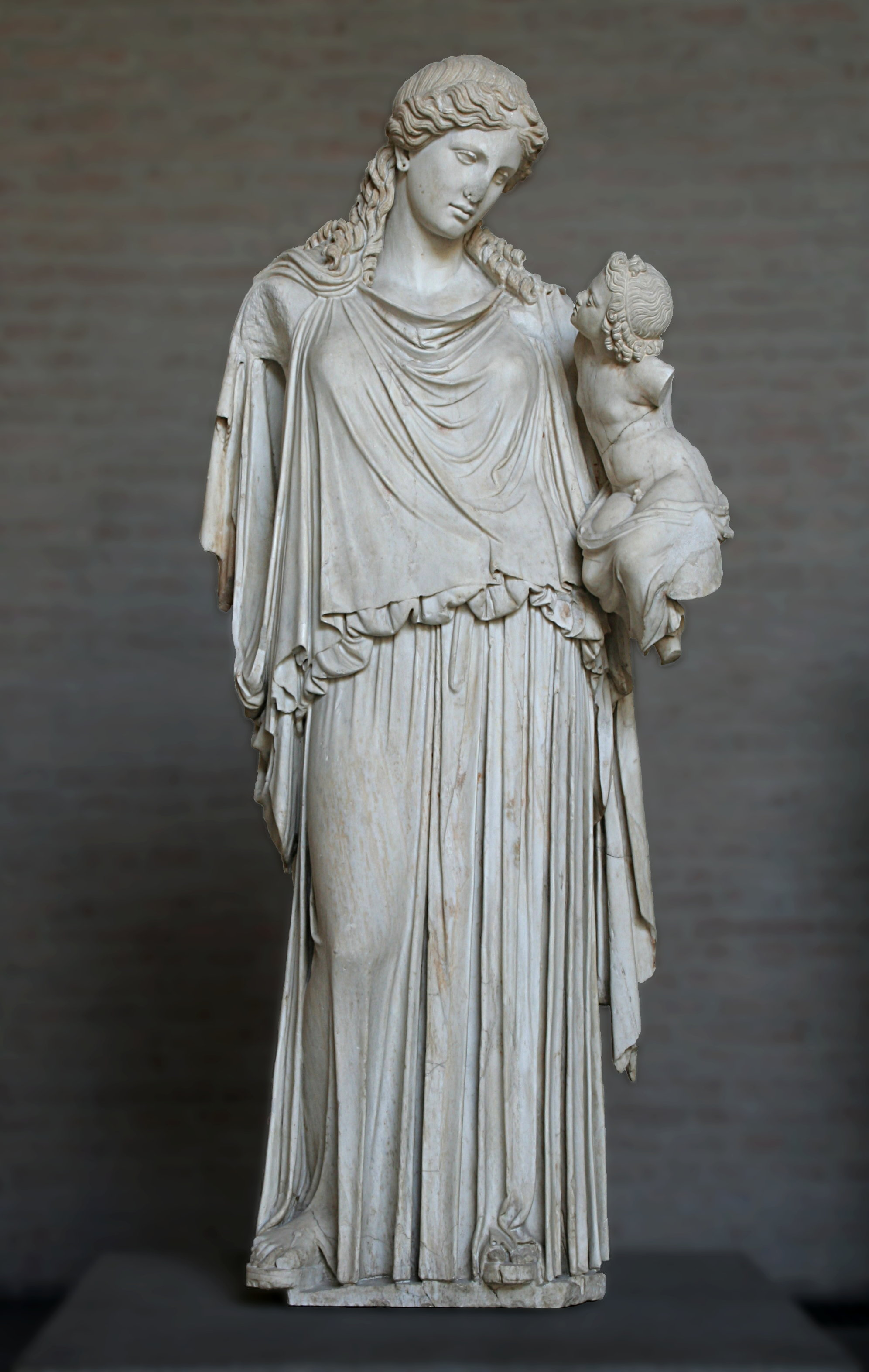
Eirene met Plutus (naar een standbeeld van Kephisodotos in Athene, ca. 370 v.Chr).

Eirene (Oudgrieks Εἰρήνη / Eirēnē) is in de Griekse mythologie een van de drie-eenheid Horae en volgens Hesiodos dochter van Themis, Rechtvaardigheid. Haar andere verschijningsvormen of manifestaties zijn Eunomia en Dikè. Haar naam betekent Vrede.
Eirene komt in de Romeinse godsdienst overeen met Pax, Vrede. Met haar Griekse afstamming van de titanide Themis wordt tot uitdrukking gebracht dat de vrede haar oorsprong vindt in rechtvaardigheid. Door de onverbrekelijke band met haar verschijningsvorm Dikè, de personificatie van het Recht en Eunomia als de manifestatie van Ordening (of regering) werd het belang van recht en orde voor de bestendigheid van de vrede onderstreept.
Ze wordt wel voorgesteld als een jonge vrouw met het kind Ploutos en een Hoorn des Overvloeds op de arm, wat de zegenbrengende werking van de vrede zou symboliseren. Andere attributen van haar zijn een stompe speer, die op haar zelfverdediging in oorlogstijd kan wijzen, daarnaast een Palm- of olijftak en aren. De beroemdste voorstelling is de Eirene van de Griekse beeldhouwer Kephisodotos die in talrijke Romeinse marmerkopieën is overgeleverd. Een classicistische voorstelling van Eirene bevindt zich in het trappenhuis van het stadspaleis Palais Liechtenstein (eerste district, Wenen), van Giovanni Giuliani (1705).
De in het jaar 1793 door Johann Gottfried Schadow vervaardigde quadriga op de Brandenburger Tor werd door de gevleugelde vredesgodin Eirene gemend. Na de terugkeer van de in de veldtocht van de napoleontische oorlogen uit Berlijn geroofde quadriga werd de vredesgodin Eirene tot de zegegodin Victoria omgedoopt.